# حادث طائرة فتنة الصباح
فتنة الصباح أو (بالإنجليزية: Star Dust) هي طائرة مدنية من نوع أفرو لانكاسترين Avro Lancastrian تابعة لخطوط أمريكا الجنوبية البريطانية والتي اختفت بشكل غامض بتاريخ 2 أغسطس 1947. وقد كان رقم تسجيلها هو (G-AGWH) وقد كانت في رحلة رقم CS 59 من بيونس ايرس بالأرجنتين إلى سنتياغو تشيلي مرورا بميندوزا، تلك الطائرة قد اختفت تماما، ولم تكتشف إلا بعد ذلك بخمس عقود.
فالبحث الشامل لمنطقة واسعة بما فيها مايعتقد بأن الطائرة المنكوبة قد سقطت بها، لم يسفر عن أي أثر لحطام الطائرة. مما جعل تلك الرحلة من أكثر الرحلات غموضا وغرابة لمدة خمسين عاما، فقد تضاربت الأقوال حول أسباب وطبيعة اختفاء طائرة فتنة الصباح ومن بينها نظريات المؤامرة كالتعاون بالخطف والتخريب من جانب أغراب.
طاقم الطائرة من ذوي الخبرة العالية، فهم من طياري سلاح الجو الملكي وقدامى محاربي الحرب العالمية الثانية، ولديهم المئات من ساعات الطيران خلال الحرب وما بعدها من فترة السلم، وأيضا الطائرة عمرها أقل من عامين. الركاب الست بالإضافة إلى مراسل الملك الذي كان يحمل معه وثائق دبلوماسية متعلقة بالعلاقات المتوترة ما بين الحكومة البريطانية وحكومة بيرون الإرجنتينية، ومهاجر ألماني يشتبه بأنه من المتعاطفين مع النازيين، وثري فلسطيني يقال بأنه كان يحمل معه قطعة ألماس كبيرة خبأها داخل الجاكيت.
أرسلت الطائرة رسالة بالراديو قبل حصول الحادث بقليل بانها تتوقع وصولها فوق سانتياغو خلال 4 دقائق. لكن الغموض التف حول كلمة STENDEC، وهي آخر كلمة من شفرة مورس تم استلامها من الطائرة بالساعة 17:41 بالتوقيت المحلي.

## اكتشاف الحطام وإعادة بناءه
في عام 1998 مر مرشد جبال أرجنتيني على حطام محرك الطائرة الرولز رويس على طرف نهر جبل توبونجاتو الجليدي بسلسلة الأنديز، وتبعد حوالي 50-ميل (80 كـم) شرقي سانتياغو.
وفي عام 2000 اكتشفت بعثة من الجيش الأرجنتيني أن الحطام كان متجمعا بشكل جيد، مما فضل كشف الحطام بدلا من النظرة السريعة. فوجد أن مراوح المحرك كان بالسرعة المعتادة في لحظة الاصطدام. وعجلات الطائرة لم تنزل، مما فسر الحادث بأنه اصطدام بالتضاريس. تم العثور على باقي الضحايا وعددهم 11، وإن ظلوا غير معرفين بسبب ضعف أدوات التعريف بذلك الوقت وتفسخ حمض حمض نووي ريبوزي منقوص الأكسجين لديهم.
في عام 1947 تمت الملاحة بشكل أساسي بواسطة الحساب التقديري: حساب موقع الطائرة عن طريق الوجهة والسرعة والوقت مع عامل التصحيح بحساب اتجاه الرياح. وخلال المراحل الأخيرة من رحلة الطائرة فتنة الصباح تعرضت لغيوم ثقيلة سببت بانعدام رؤية الأرض.
من المحتمل أن يكون غياب أي تصحيح أرضي لأي خطأ ملاحي بالطائرة في حالة تصادمها للتيارات الهوائية العلوية والتي ممكن تعطي سرعة هوائية مغايرة لما قد تم حسابه بالأرض. بذلك الوقت قد تم التعرف على نظام التيارات الهوائية ولكن لم تكن مفهومة على نطاق واسع بشكل جيد. فطائرة لانكاسترين إحدى الطائرات القليلة التي تتمكن من الطيران إلى هذا الارتفاع وهو قمة جبال الأنديز 24,000 قدم (7,300 م) ولكنها تلامس قاع نطاق التيارات الهوائية العلوية، والتي تكون من تلك المنطقة تنفث الهواء من الغرب وجنوب غرب، مما جعل طاقم الطائرة يعتقد خطأ بأنه بعبورهم الغيوم الكثيفة فإنهم ينزلون للمرحلة الأخيرة للوصول إلى مطار سانتياغو وهم بالواقع يبعدون بأميال كثيرة شرق- شمال شرق فوق النهر الجليدي لتوبونجاتو.

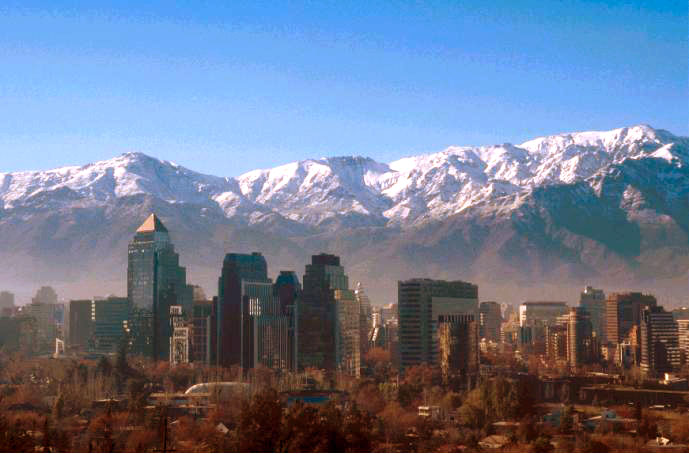
جبال الأنديز خلال سانتياغو الحديثة

يبدو أن تلك الطائرة مرت منطقة تساقط الثلوج بالقرب من نهر جليدي وبارتفاع 15,500 قدم (4,700 م) مما سبب عند ارتطامها بانهيار جليدي غطى كامل الحطام فلم يستطع أحد أن يراها وقت البحث عنها.
الحطام الذي كان بالنهر المتجمد بدأ بالنزول من أعلى الجبل إلى أسفله، وعلى مر السنين بدأت بالظهور وإن لم يظهر منها إلا 10% من بقايا الحطام من ضمنها محرك وقطع المراوح والإطارات، ومع ذوبان الجليد سيظهر المزيد من الحطام.

## الركاب
- قسيس سعيد عطالله العمر 47، ثري فلسطيني كان برحلة العودة لأهله في سانتياغو بعد أن رأى امه في فلسطين، ويقال أن هناك ألماسة خبأها داخل الجاكيت.
- جاك جودرهام العمر 42 سنة، رجل أعمال بريطاني كان برحلة مع هارالد باغ.
- هارالد باغ العمر 41، رجل أعمال سويسري يتكلم عدة لغات، صديق جاك جودرهام، كان برحلة عمل.
- مارتا ليمبرت العمر 67، لاجئة ألمانية عائدة إلى منزلها بتشيلي ومعها ماتبقى من رفات زوجها بعدما كانت محاصرة ببلدها ألمانيا خلال الحرب العالمية الثانية
- بول سيمبسون العمر 43، موظف مدني بريطاني ويتكلم عدة لغات وهو مراسل الملك ويحمل معه وثائق دبلوماسية في قطعة قماش كبيرة قاصدا السفارة البريطانية في سانتياغو.
- بيتر يونغ العمر 41، وهو وكيل الإطارات البريطانية دنلوب في أمريكا الجنوبية.